# Luitré
Luitré (bretonisch: Loezherieg; Gallo: Lutraé) ist eine Ortschaft und eine Commune déléguée in der französischen Gemeinde Luitré-Dompierre mit 1.289 Einwohnern (Stand: 1. Januar 2022) im Département Ille-et-Vilaine in der Region Bretagne. Die Einwohner werden Luitréens genannt.
Die Gemeinde Luitré wurde am 1. Januar 2019 mit Dompierre-du-Chemin zur Commune nouvelle Luitré-Dompierre zusammengeschlossen. Sie gehörte zum Arrondissement Fougères-Vitré und zum Kanton Fougères-2.

## Geographie
Luitré liegt etwa zehn Kilometer südöstlich von Fougères. Umgeben wurde die Gemeinde Luitré von den Nachbargemeinden La Selle-en-Luitré und La Chapelle-Janson im Norden, Saint-Pierre-des-Landes im Osten, Juvigné im Südosten, Princé und Dompierre-du-Chemin im Süden, Parcé im Südwesten und Westen sowie Javené im Westen und Nordwesten.

## Bevölkerungsentwicklung
| Jahr          | 1962 | 1968 | 1975 | 1982 | 1990 | 1999 | 2006 | 2013 |
| Einwohner     | 1191 | 1154 | 1010 | 1160 | 1258 | 1186 | 1261 | 1306 |
| Quelle: INSEE |      |      |      |      |      |      |      |      |

## Sehenswürdigkeiten
- Kirche Saint-Martin, romanischer Turm aus dem 12. Jahrhundert
- Monumentalkreuz aus dem 16. Jahrhundert, Monument historique

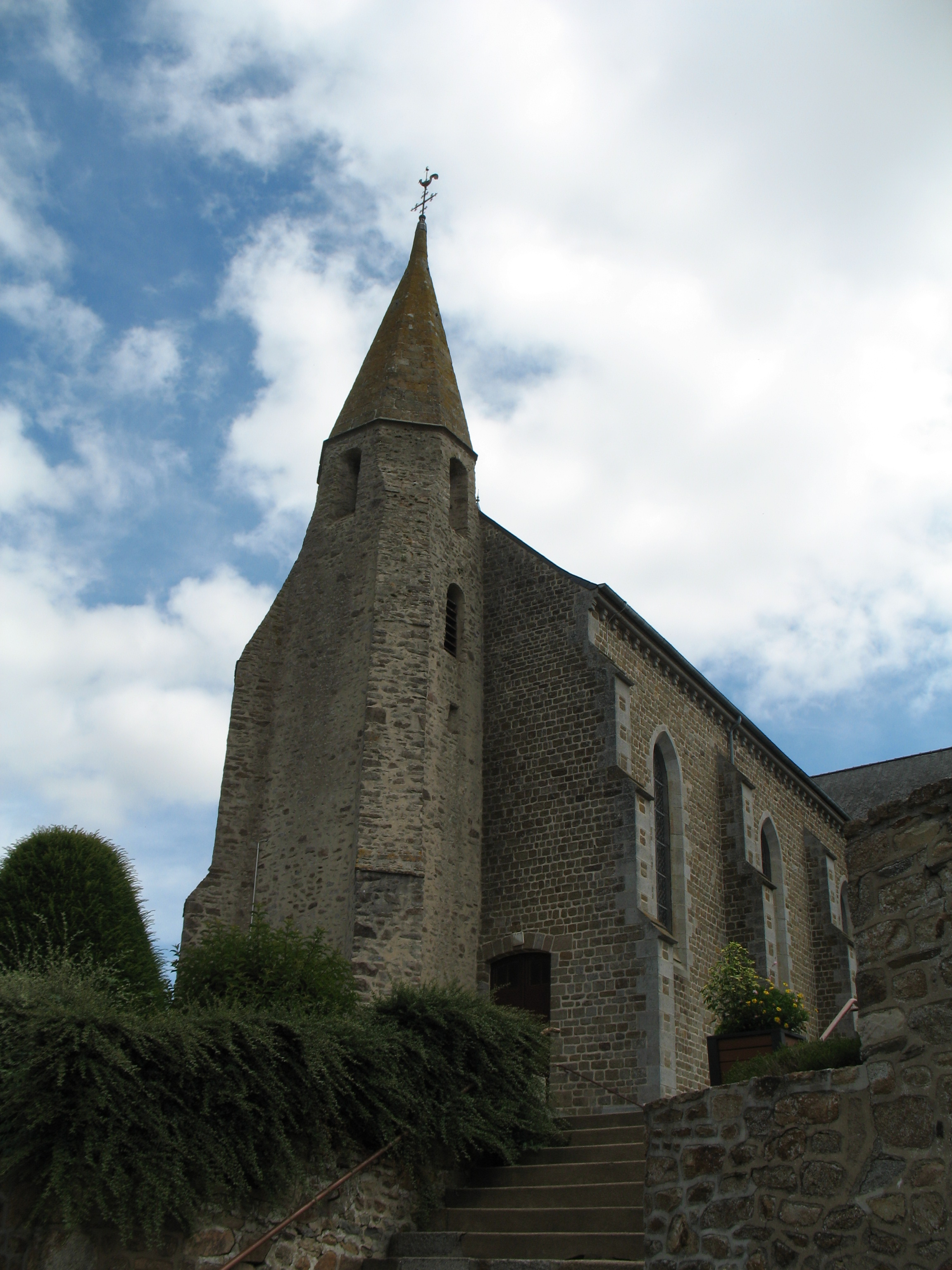
Kirche Saint-Martin

- Zeche Montbelleux

## Gemeindepartnerschaft
Mit der polnischen Gemeinde Przygodzice in Großpolen besteht eine Partnerschaft.